# Акула куницева вусата
Куницева акула вусата (Furgaleus macki) — єдиний вид роду Вусата куницева акула родини Куницеві акули. Інші назви «рифова акула», «безробітна акула», «акула Шекі».

## Опис
Загальна довжина досягає 1,6 м при вазі 12,9 кг зазвичай розмір становить 1,2 м завдовжки. Голова відносно велика. Морда коротка, округла, трохи загострено при погляді зверху. Очі овальні, горизонтальної форми, з мигальною перетинкою. Під очима присутні щічні горбики. Має сильно подовжені носові клапани, що нагадують вуса. Звідси походить назва цієї акули. Губні борозни довгі, чітко виражені. Рот короткий, дугоподібний. На верхній щелепі розташовано 24-32 робочих зуба, на нижній — 36-42. Зуби мають асиметричну форму: гостра верхівка розташовано трохи з боку від осі зуба та має невеличкий нахил. Зуби цієї акули набагато гостріше за зуби більшості представників родини куницевих. У неї 5 пар зябрових щілин. Тулуб трохи горбкуватий, приосадкуватий. Грудні плавці відносно невеличкі. Має 2 трикутних спинних плавця з увігнутим заднім краєм. Перший спинний плавець трохи більше за задній. Розташовано позаду грудних плавців. Задній спинний плавець значно більше за анальний плавець. Розташований навпроти нього. Хвостовий плавець гетероцеркальний, нижня лопать маленька, із загостреним кінчиком.
Забарвлення сіро-коричневе з малопомітними темними плямами. Черево має білуватий колір. У молодих особин забарвлення тіла кремово-сіре або світло-коричневе з чіткими темними круглими і сідлоподібними плямами.

## Спосіб життя
Тримається на глибинах до 220 м, на континентальному шельфі. Воліє до місцини з водною рослинністю. Полює біля дна, є бентофагом. Живиться переважно головоногими молюсками, особливо восьминогами (становлять 95 %), іноді креветками, омарами, крабами, морськими черв'яками, личинками, невеличкою костистою рибою, водоростями.
Статева зрілість настає при розмірах 1,1-1,3 м (5 років у самців, 7 років — у самиць). Це яйцеживородна акула. Вагітність триває 7-9 місяців. Самиця народжує від 4 до 28 акуленят завдовжки 22-27 см. Низька здатність до репродукції: подвоєння популяції відбувається лише протягом 14 років.
Тривалість життя 15 років.
М'ясо доволі смачне, тому є об'єктом промислового вилову. Втім його контролює уряд Австралії шляхом запровадження квот. Часто утримується в акваріумах та океанаріумах, скільки добре пристосовується до неволі.

## Розповсюдження
Мешкає уздовж західного та південного узбережжя Австралії, та навколо о. Тасманія.